# Турбидный поток

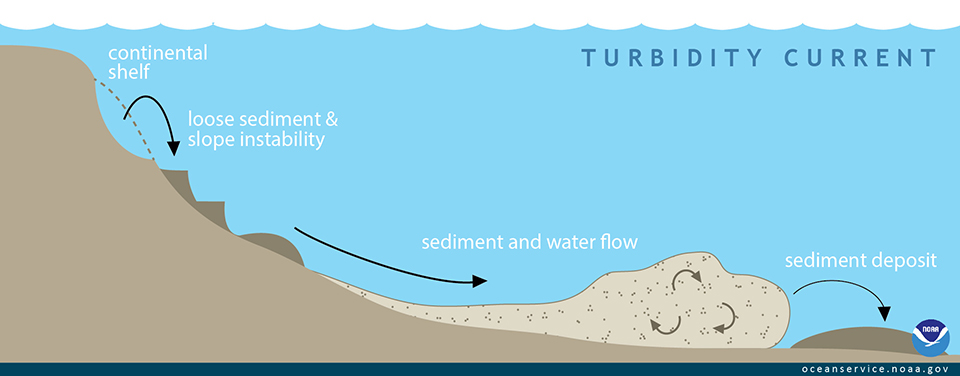

Турби́дный поток (англ. turbidity current — мутные течения (мутьевые потоки); или cуспензионный поток) — литологический и геоморфологический термин, обозначающий одну из разновидностей гравитационных потоков осадков в воде.
В отличие от потоков с высокой концентрацией твёрдой фазы 1500—2400 кг/м³ (потоки разжиженного осадка, зерновые потоки, грязекаменные потоки) турбидные потоки отличаются низким содержанием твёрдой фазы — 1030—1300 кг/м³. Твёрдые частицы удерживаются «на плаву» за счет вертикальной составляющей турбулентности жидкости. В сущности, это короткоживущие гравитационные турбулентные течения суспензии повышенной относительно морской воды плотности. Эти потоки переносят основную массу терригенных осадков с мелководий в глубоководные океанские котловины.

## Описание

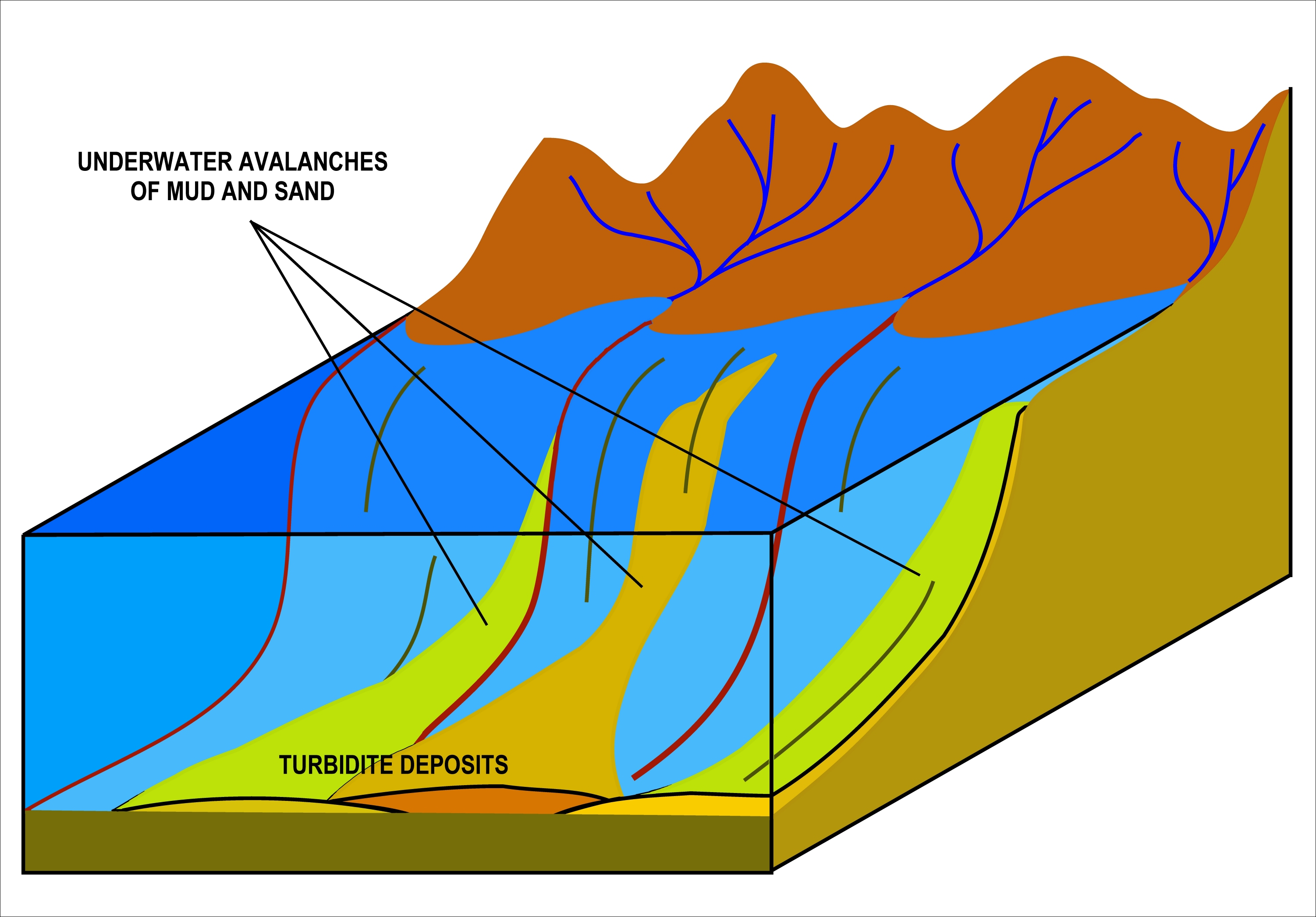

Турбидиты формируются подводными потоками на краю континентальных шельфов или глубоких озёр с крутыми склонами с отмели вдоль береговой линии. Материал, оседающий в нижней части шельфа (турбидитовые залежи), как правило, состоит из песков или иных крупнозернистых обломков, которые выше замещается алевролитом, который формируется слоями ила, оседающего медленнее песчаных частиц.
Турбидные потоки могут достигать скорости 90 км/ч, перенося при этом до 3 кг/м³ осадочного материала. Расстояние переноса может превышать сотни километров, достигая нескольких тысяч (напр., Бенгальский залив).
Турбидные потоки могут возникать в результате повышения величин твёрдого стока рек, землетрясений, превышения крутизны естественного откоса осадков на морском дне. Турбидные потоки обычно связаны с системами подводных каньонов на континентальных окраинах. Большинство таких каньонов расположены напротив устьев крупных рек. Отложения, сформировавшиеся на морском дне за счет вещества, принесенного турбидными потоками, называются турбидитами.